# Nathaniel Motte
Nathaniel Warren Seth Motte, né le 13 janvier 1984 à Lincoln dans le Nebraska,  est un auteur-compositeur-interprète, chanteur, producteur et compositeur de musique de film américain. Il est aussi connu pour être membre du duo pop électronique 3OH!3 avec Sean Foreman.

## Biographie
Nathaniel Motte est né à Lincoln dans le Nebraska. Il déménage à Boulder en 1987. La mère de Nathaniel est franco-américaine et son père est un professeur américain de littérature française. Nathaniel est bilingue ayant été élevé dans une vie de famille bilingue. Il a également la double nationalité française-américaine.
Motte coécrit et produit toute la musique de 3OH!3, utilisant à la fois des technologies analogiques et des outils de production virtuelle. Il dirige musicalement tous les concerts et shows en live de 3OH!3, et a aidé d'autres artistes tels qu'Active Child, Southern Belle et The Chain Gang de 1974. Il a écrit et produit des chansons pour The Shapeshifters, AWOL ONE, Hypercrush, Jeffree Star et Eight Hour Orphans. En plus, Motte a coproduit et coécrit la chanson Hey pour Lil Jon en 2009.
Nathaniel prend des leçons de piano très jeune, et commence à jouer de la guitare à la maison avec son frère et son père. Il débute, sous le pseudonyme de DJing à 18 ans, à jouer dans les bars et clubs locaux de Boulder. Il commence à produire de la musique peu après, en utilisant des programmes comme Acid et Reason pour créer des chansons lui-même alors qu'il était étudiant à l'université du Colorado à Boulder. Il utilise aujourd'hui principalement des logiciels et informatiques d'Apple comme son programme de production, bien qu'il continue à travailler avec d'autres programmes.
Motte a étudié aux établissements scolaires Foothills Elementary, Casey Middle School, Boulder High School, et à l'université du Colorado à Boulder. Il sera diplômé avec un majeur en environnement, population et biologie des organismes en 2006. Il est accepté à l'école de médecine de l'université du Colorado à Denver en 2007,.

## Discographie

### 3OH!3
- 3OH!3 (2007)
- Want (2008)
- Streets of Gold (2010)
- Omens (2013)
- Night Sports (2016)

### Awol One et Nathaniel Motte
- The Child Star (2011)

### En tant que producteur
| Année | Chanson                  | Artiste      | Album             |
| ----- | ------------------------ | ------------ | ----------------- |
| 2009  | Bitch, Please!           | Jeffree Star | Beauty Killer     |
| 2009  | Fresh Meat               | Jeffree Star | Beauty Killer     |
| 2009  | God Hates Your Outfit    | Jeffree Star | Beauty Killer     |
| 2012  | Dancing to the Same Song | Elen Levon   | Single hors-album |
| 2013  | Love Somebody            | Maroon 5     | Overexposed       |